# 東京都畜産試験場
東京都畜産試験場（とうきょうとちくさんしけんじょう）は、東京都青梅市にある東京都の畜産に関する試験研究機関である。島しょ部を除き、2005年（平成17年）4月に東京都農業試験場、東京都林業試験場とともに、公益財団法人東京都農林水産振興財団の運営する東京都農林総合研究センターとなった。また、種畜等の事業部門は、同財団事業課の所管となった。

## 主な開発・研究品等
- エド（エドポーク）
  - 1978年（昭和53年）から研究が行われ、1986年（昭和61年）に完成したブタ。エドポークのブランド名で販売された。
- TOKYO X（トウキョウX）
  - 1997年（平成9年）に日本種豚登録協会で認定された初めての合成種である。北京黒豚（英語版）、バークシャー種、デュロック種を三元交配して育成された。販売は東京都内の指定販売店（TOKYO X Associationの会員）であり、人気が高く入手しにくい。系統名は「トウキョウX」であるが、一般流通上の食肉としての販売名（ブランド名）はTOKYO Xである。
- 東京烏骨鶏
  - 1999年（平成11年）に造成された烏骨鶏で、産卵率を高めた系統である。産卵数は、原種烏骨鶏では平均で年間80個程度であったものが、東京烏骨鶏では年間190個程度にまでに高められている。
- 東京しゃも
  - 1971年（昭和46年）に研究開発が始まり、1982年（昭和57年）に三元交配様式を確立、1984年（昭和59年）[1]に特殊肉鶏として普及に移された軍鶏（しゃも）である。軍鶏の闘争性除去、育成率向上を目的とした純系軍鶏のおとなしい個体とロードアイランドレッド種を交配した二元交雑種に、軍鶏らしい旨味の増大のためにさらに軍鶏を交配するという三元交雑の交配様式を採用しており[1]、肉質、姿形とも軍鶏にごく近い特徴をもつ[2]。孵化は東京都農林総合研究センター青梅畜産センターが行い、翌日以降約120日から150日間[3]都内の「東京しゃも生産組合」組合員4戸により、トウモロコシを主体とする専用飼料を用いて飼育される[1][4]。肉質は、脂肪分が少なく、風味に影響を及ぼすとされる脂肪酸組成は多く[5]、加熱による肉汁の損失が少なく、歯触り良くかみ切れる[1][2]。「東京都地域特産品認証食品（3Eマーク）」の指定を受けており[6]、2018年に至る数年間の年間出荷は2万から3万羽である[5]。